# کریس مسینا
کریس مسینا (به انگلیسی: Chris Messina) بازیگر و کارگردان آمریکایی و متولد ۱۱ اوت ۱۹۷۴ است. از فیلم‌ها و مجموعه‌های تلویزیونی که وی در آن نقش داشته‌است می‌توان به سلست و جس برای همیشه ، ساقدوش، لچک به سر، آرگو، جولی و جولیا، در شب زندگی کن، شش فوت زیر زمین، دردسر با بلیس، حفاری برای آتش، نشانه نامرئی خودم و چیزهای تیز اشاره کرد.